# Rosa Fitinghoff
Laura Matilda Edla Rosa Fitinghoff, född 5 maj 1872 i Torsåkers församling, död 27 mars 1949 i Djursholm i Danderyds församling, var en svensk författare med stor produktion av berättelser för barn. 
Rosa Fitinghoff deltog i Stockholms societetsliv runt sekelskiftet 1900. I april 1898 mötte hon Henrik Ibsen på fest i Stockholm vid den svenska delen av firandet av hans 70-årsdag. De två brevväxlade efter detta möte och Rosa Fitinghoff var föremål för Ibsens förälskelse. Rosa Fitinghoff var dotter till författarinnan Laura Fitinghoff,  känd för barnboken Barnen ifrån Frostmofjället.